# Gesetzlicher Richter
Gesetzlicher Richter ist derjenige Richter, der im gerichtlich zu entscheidenden Einzelfall nach der anwendbaren Prozessordnung und dem gerichtlichen Geschäftsverteilungsplan Recht sprechen darf. Der für die Entscheidung zuständige Richter darf folglich nicht einzelfallbezogen, d. h. ad hoc und ad personam ausgewählt werden. 
Das Recht auf den gesetzlichen Richter (genauer: gesetzlich bestimmten Richter) ist ein Justizgrundrecht, das festlegt, dass für Rechtsstreitigkeiten und Prozesse bereits im Voraus bestimmt sein muss, welches Gericht und welcher Richter zuständig ist.

## Deutschland
Das Recht auf den gesetzlichen Richter ist in Deutschland in Art. 101 Abs. 1 Satz 2 Grundgesetz (GG) und im § 16 des Gerichtsverfassungsgesetzes (GVG) geregelt. Es bedeutet, dass jeder Anspruch hat auf eine im Voraus festgelegte und im Nachhinein überprüfbare Festlegung, welcher Richter für welchen Fall zuständig ist. Hierdurch soll verhindert werden, dass unter Verstoß gegen das Verbot von Ausnahmegerichten Einfluss auf das Ergebnis eines konkreten Verfahrens genommen wird (Art. 101 Abs. 1 Satz 1 GG).
Die örtliche und sachliche Zuständigkeit der Gerichte sind im Gerichtsverfassungsgesetz bzw. der Strafprozessordnung und der Zivilprozessordnung geregelt. Der Gesetzgeber muss den gesetzlichen Richter jedoch nicht stets endgültig bestimmen. So besteht in Strafprozessen für bestimmte Verfahren keine endgültige gesetzliche Bestimmung der ersten Instanz, sondern eine bewegliche Zuständigkeit im Sinne einer Abhängigkeit von der Entscheidung der zuständigen Anklagebehörde zwischen verschiedenen Zuständigkeitsalternativen. Ein Evokationsrecht der Staatsanwaltschaft ergibt sich aus § 24 Abs. 1 Satz 1 Nr. 1 und Nr. 3 GVG (Amts- oder Landgericht) und § 74a Abs. 2 GVG (Land- oder Oberlandesgericht). Trotz zweier Urteile des Bundesverfassungsgerichts zur Verfassungskonformität sog. beweglicher Zuständigkeitsregelungen ist die Frage, ob der von der Staatsanwaltschaft gewählte Richter als ein „gesetzlicher Richter“ im Sinne des Art. 101 Abs. 1 Satz 2 GG verstanden werden kann, nach wie vor umstritten. In Zivilprozessen kann sich das zuständige Gericht auch aus einer Gerichtsstandsvereinbarung der Parteien oder der rügelosen Einlassung des Beklagten ergeben.
Die gerichtsinterne Verteilung der Geschäfte auf die Spruchkörper regelt gem. § 21e GVG der durch das Präsidium festgelegte Geschäftsverteilungsplan. Die Verteilung innerhalb des Spruchkörpers auf den erkennenden Richter regeln gem. § 21g GVG die dem Spruchkörper angehörenden Berufsrichter. Wenn eine Entscheidung vom unzuständigen Gericht oder unzuständigen Spruchkörper innerhalb eines Gerichts gefällt wurde, kann sie das Recht auf den gesetzlichen Richter verletzen und ist mit einem Besetzungseinwand bzw. einer Besetzungsrüge in der Regel mit der Revision oder mit der sofortigen Beschwerde anfechtbar.
Art. 101 Abs. 1 Satz 2 GG kann auch dadurch verletzt sein, dass der Senat eines oberen Bundesgerichts die Verpflichtung zur Vorlage an den Großen Senat außer Acht lässt, selbst wenn der Große Senat nur über eine bestimmte Rechtsfrage zu entscheiden hat. Dies gilt aber nur, wenn die Nichtvorlage willkürlich, nicht aber schon, wenn sie nur rechtsirrtümlich ist. Willkür nach objektiven Kriterien liegt dann vor, wenn Verfahrensfehler „bei verständiger Würdigung der das Grundgesetz beherrschenden Gedanken nicht mehr verständlich sind und sich daher der Schluß aufdrängt, daß sie auf sachfremden Erwägungen beruhen“. Das wird angenommen, wenn eine offensichtlich einschlägige Norm nicht berücksichtigt oder der Inhalt einer Norm in krasser Weise missdeutet wird. Auch wenn ein Gericht entgegen einer gesetzlichen Vorschrift eine Rechtsfrage nicht zur Entscheidung an das Bundesverfassungsgericht (BVerfG) vorlegt, kann Art. 101 Abs. 1 Satz 2 GG verletzt sein. Da auch der Gerichtshof der Europäischen Union (EuGH) in Luxemburg gesetzlicher Richter im Sinne des Art 101 Abs. 1 Satz 2 GG ist, verletzt ein letztinstanzliches Gericht diese Garantie, wenn es seiner Pflicht zur Anrufung des EuGH im Wege des Vorabentscheidungsverfahrens gem. Art. 267 Abs. 3 AEUV nicht nachkommt. Das Bundesverfassungsgericht überprüft aber nur, ob die Ablehnung einer Vorlage nicht mehr verständlich erscheint und offensichtlich unhaltbar ist; ein strengerer Maßstab als die Willkürkontrolle wird durch Art. 101 Abs. 1 Satz 2 GG nicht gefordert.
Gesetzlicher Richter kann im Übrigen nur der unparteiische, unbefangene Richter sein (Art. 97 Abs. 1 GG). Der gesetzliche Richter muss unbeteiligter Dritter sein. Aus bestimmten Gründen ist ein Richter deshalb kraft Gesetzes vom Richteramt ausgeschlossen. Diese Gründe sind im Verfahren von Amts wegen zu berücksichtigen. Bei Besorgnis der Befangenheit ist ein entsprechendes Ablehnungsgesuch erforderlich.

## Österreich
In Österreich ist das Recht auf den gesetzlichen Richter in den Art 83 Abs. 2 bzw. 87 Abs. 3 B-VG verankert.

## Schweiz
Auch in der Schweiz folgt aus Artikel 29 der Bundesverfassung und aus der Europäischen Menschenrechtskonvention (EMRK), dass das Recht auf den Gesetzlichen Richter besteht. Jedoch sind das Bundesgericht und die Praxis generell der Meinung, das schweizerische System der Zuteilung von Richtern nach der Geschäftslast sei zulässig. Dieses Vorgehen sei „pragmatisch“ und der Rechtspflege dienlich.
Vorbildfunktion nimmt in der Schweiz allenfalls das Bundesverwaltungsgericht ein, welches mit einer Zuteilungssoftware das Spannungsfeld zwischen Geschäftslast und Fachkenntnissen einzelner Richter einerseits und dem Recht auf Gesetzlichen Richter andererseits zu kontrollieren versucht (dabei werden die Richter dann „durch den Computer“ zugeteilt, was jegliche Einflussnahme bei der Zuteilung ausschließen soll).

## Europa
Die Europäische Menschenrechtskonvention (EMRK) gewährt das Recht auf einen gesetzlichen Richter in Art. 6 Abs. 1 Satz 1 EMRK auf. Danach hat jede Person ein Recht darauf, dass über Streitigkeiten in Bezug auf ihre zivilrechtlichen Ansprüche und Verpflichtungen oder über eine gegen sie erhobene strafrechtliche Anklage von einem unabhängigen und unparteiischen, auf Gesetz beruhenden Gericht in einem fairen Verfahren, öffentlich und innerhalb angemessener Frist verhandelt wird.
Nach Art. 47 Abs. 2 der Europäischen Grundrechtecharta (GrCH) hat jede Person ein Recht darauf, dass ihre Sache von einem unabhängigen, unparteiischen und zuvor durch Gesetz errichteten Gericht in einem fairen Verfahren, öffentlich und innerhalb angemessener Frist verhandelt wird.

## Historisches

### Nationalsozialismus
Im Nationalsozialismus wurde das Recht auf den gesetzlichen Richter mit Schnell- und Sondergerichten wie dem Volksgerichtshof außer Kraft gesetzt. An Berufungen oder Revisionen war in diesen Schnellgerichten, die zahlreiche Todesurteile fällten, nicht zu denken.

### Weimarer Republik
Auch die Weimarer Republik war nicht ganz frei davon in bestimmten Verfahren einen bestimmten Richter zuzuordnen, obwohl die Weimarer Reichsverfassung in Artikel 105 das Recht auf den gesetzlichen Richter eindeutig vorsah.

### Kabinettsjustiz
Historischer Hintergrund des Rechts auf den gesetzlichen Richter ist die Kabinettsjustiz absolutistischer Zeiten. Der Monarch als oberster Gerichtsherr konnte damals für ein bestimmtes Verfahren ad hoc einen zuständigen Richter bestimmen oder ablösen oder auch die Sache an sich ziehen und selbst entscheiden und auf diese Weise Einfluss auf den Ausgang des Verfahrens nehmen.